# Maladera tridentipes
Maladera tridentipes är en skalbaggsart som beskrevs av Shuhei Nomura 1974. Maladera tridentipes ingår i släktet Maladera och familjen Melolonthidae. Inga underarter finns listade i Catalogue of Life.